# USA:s delstatsflaggor

Karta över USA:s delstatsflaggor.

USA:s delstatsflaggor består av femtio flaggor, en för var och en av USA:s femtio delstater. De femtio stjärnorna i nationsflaggan står för de femtio delstater som anslutits i den amerikanska unionen mellan 1787 och 1959.
Från 1684 till 2022 har dessa flaggor skapats eller ändrats och reviderats till det utseende de har i dag.

## USA:s delstatsflaggor

Alabamas flagga
Alaskas flagga
Arizonas flagga
Arkansas flagga
Colorados flagga
Connecticuts flagga
Delawares flagga
Floridas flagga
Georgias flagga
Hawaiis flagga
Idahos flagga
Illinois flagga
Indianas flagga
Iowas flagga
Kaliforniens flagga
Kansas flagga
Kentuckys flagga
Louisianas flagga
Maines flagga
Marylands flagga
Massachusetts flagga
Michigans flagga
Minnesotas flagga
Mississippis flagga
Missouris flagga
Montanas flagga
Nebraskas flagga
Nevadas flagga
New Hampshires flagga
New Jerseys flagga
New Mexicos flagga
New Yorks flagga
North Carolinas flagga
North Dakotas flagga
Ohios flagga
Oklahomas flagga
Oregons flagga, framsida
Oregons flagga, baksida
Pennsylvanias flagga
Rhode Islands flagga
South Carolinas flagga
South Dakotas flagga
Tennessees flagga
Texas flagga
Utahs flagga
Vermonts flagga
Virginias flagga
Washingtons flagga
West Virginias flagga
Wisconsins flagga
Wyomings flagga